# Парламентские выборы в Таиланде (декабрь 1957)
Парламентские выборы в декабре 1957 года в Таиланде состоялись 12 декабря, в связи с роспуском парламента после военного переворота в сентябре 1957 года. На этих выборах были избраны 160 депутатов парламента из 283 (123 депутата из состава парламента предыдущего созыва, назначенные королём, продолжали работу). Наибольшее число голосов на этих выборах получила партия Объединенная страна, представители которой получили 40 из 160 мест в парламенте, в то же время независимые депутаты в парламенте заняли 59 мест.
В выборах приняло участие 4 370 589 избирателей (явка составила 44,1 %).

## Результаты голосования
| Партия                     | Число голосов | %   | Мест в парламенте | +/-          |
| -------------------------- | ------------- | --- | ----------------- | ------------ |
| Объединенная страна        |               |     | 44                | Новая партия |
| Демократическая партия     |               |     | 39                | +9           |
| Экономическая партия       |               |     | 6                 | +3           |
| Свободные демократы        |               |     | 5                 | -6           |
| Сери Манангасила           |               |     | 4                 | -82          |
| Националистическая партия  |               |     | 1                 | -2           |
| Движение Гайд-Парк         |               |     | 1                 | -1           |
| Партия независимости       |               |     | 1                 | -1           |
| Независимые                |               |     | 59                | +51          |
| Недействительные бюллетени |               | -   | -                 |              |
| Всего                      | 4,370,589     | 100 | 160               | -123         |
| Источники: Nohlen et al.   |               |     |                   |              |